# 21719 Пасрича
21719 Пасрича (21719 Pasricha) — астероїд головного поясу, відкритий 9 вересня 1999 року.
Тіссеранів параметр щодо Юпітера — 3,501.
Названо на честь Тріші Сатьї Пасрічі, техаської студентки.